# 2020年夏季奧林匹克運動會相關問題
日本東京都舉辦的2020年夏季奥林匹克运动会出现一系列的相关问题，引起了媒体和公众的关注。其中2019冠狀病毒病疫情更直接導致奧運會延期至2021年。

## 主辦爭議

### 疑申奧賄賂
日本國內媒體2016年5月爆出日本東京申辦2020年奧運過程中，疑似付出約130萬歐元賄賂，這筆錢匯進國際奧林匹克委員會前委員迪亞克(Lamine Diack)兒子的帳戶，目前法國警方正在調查此案。迪亞克的前科是在1999年至2013年擔任國際奧委會委員，後因爆出收受俄羅斯100萬歐元賄賂，協助掩護遭驗出使用禁藥的俄國運動員，而在2014年辭職，目前他遭法國檢方限制出境接受調查。
曾經出任日本申奧委員會理事長的竹田恆和13日說明，這筆款項是支付給“黑潮”公司的“合法諮詢費”，用以“收集情報和分析”，然而實地走訪發現黑潮公司登記開在新加坡郊外一間半廢棄的老舊公寓的一個房間內，沒有招牌也沒看到有人員出入，日本民進黨議員強烈質疑這是紙上公司用以掩護洗錢，居中介紹的日本電通廣告公司否認牽線，認為只是向官方會報了有這麼一個人自稱能幫助收集公關情報，其公司沒人見過這位黑潮公司老闆，後續為何官方支付款項其一概不清楚也沒介入，不認為這是所謂牽線。
竹內恒和在國會聽證則表示很多此類顧問公司是一人或兩三人組成，所以用自己住所登記公司，且“常出差”所以人都不在。
東京都知事稱申辦奧運無賄賂，過程乾淨。
2021年6月7日，日本奥委会会计部部长森谷靖在浅草线中延站跳轨身亡，怀疑因为奥运会的财政压力而自杀。
2022年10月19日，東京地方檢察廳特搜部以涉嫌受賄為由，逮捕奧組委前理事高橋治之，ADK控股社長植野伸一等3人因涉嫌行賄被逮捕。高橋治之涉嫌遊説奧組委和電通等，讓ADK控股被選中為「銷售合作夥伴」，可以做奧運會贊助商簽約的代理業務，並作為回報於2017年11月至2022年1月從植野受賄共計約4700萬日元。
2023年7月12日，植野真一行賄一案開審。他被指為促成東京奧運會的贊助助合同，向高橋治之行賄1,485萬日元。植野承認起訴書的內容，但聲稱他並不知道指控的非法性，東京地方法院表示，他發揮了主導作用，但因沒有犯罪記錄而被判處兩年徒刑，緩刑四年，植野指欲認真看待判決。兩名被指控受賄的前高管已最終定罪並被判處緩刑。 

### 奧運會徽抄襲事件

列日剧院的标志

佐野研二郎所設計的東京奧運及帕運2個會徽是從104件應徵作品當中雀屏中選，於2015年7月24日公布。負責會徽評選的審查委員代表永井一正，以及浅葉克己、細谷巖、高崎卓馬、平野敬子、片山正通、真鍋大度、長島里佳子等8名審查委員組成的審查委員會進行評選。但公布之後沒多久，就被日本朝日新聞報導，網路盛傳的2020年東京奧運會徽與比利時列日劇院的識別標誌雷同，引起熱議。而會徽的設計師佐野研二郎透過東京奧運的大會組織委員會發聲明称对此事不予置评。東京奧運的大會組織委員會新聞負責人表示，「在公布東京奧運會徽之前，曾經確認過包括比利時在內的世界上的商標，認為是沒有問題的」。除了涉嫌抄襲比利時，會徽的配色也和西班牙設計公司的311大地震募款手機桌面相近，同樣採金黑紅白為主色，而且都是長方形及紅色圓形設計。而國際奧委會副主席約翰·科茨全會報告中表示，東京奧組委和他們查閱了會徽公佈前所有知識產權登記的材料，結論是奧利維·德比（Olivier Debie）的設計在比利時沒有註冊為商標，因此「並未受到知識產權保護」，東京不是「抄襲」。
籌委會於2015年8月5日公開佐野設計東奧會徽的原始提案，試圖進一步澄清抄襲的指控。但原始提案公開後，非但未能洗刷冤屈反而又出現兩項新的侵權質疑。其中一項是佐野原始設計的「Ｔ」字，與2013年11月在日本舉辦的德國平面設計展「扬·奇肖尔德展」的海報如出一轍。另一項則是佐野提出的羽田機場吊掛東奧會徽模擬圖，竟然盜用了一名外國女性博主的照片，日媒報導，這是壓垮駱駝的最後一根稻草。
关于2020年东京奥运会官方会徽被指与比利时列日剧场标志相似一事，该标志的设计者德比在2015年8月6日聲明中表示，會向比利時法院提起訴訟，要求国际奥林匹克委员会（簡稱：IOC）停止使用该会徽。德比还在声明中称“佐野并未做出能证明其制作过程的说明”，“从目前情况来看他无法在法律上主张其独创性”。德比认为该会徽可能模仿了早先公布的剧场标志，侵害了其著作权。東京奧運組委會表示，與被告的IOC一同看了訴狀，但仍堅持並未侵犯德比的著作權。東京奧運組委會譴責德比：「不願聽我們的詳細說明，選擇了提告的途徑。」德比提告的內容指出，如果持續使用剽竊他作品的圖案，IOC、公家機關、使用圖案的企業等，他各要求償5萬歐元。
但在2015年9月1日奧運組委會相關人士表示，組委會、東京都等單位於當日下午召開臨時協調會議，將緊急協調佐野研二郎是否修改設計，及今後因應之道。並於當日晚上，由東京奧運籌委會召開臨時會議，正式決定停用佐野設計的會徽。東京都知事舛添要一對此抄襲事件表示：「我自己看也覺得蠻雷同的，事關信用問題。盼設計師佐野要先好好做說明。我有種被背叛的感覺。」並說：「不可否認，此事使得東京奧運及帕運會徽的形象低落，責任在於佐野，所以今天的會議上，大家要好好討論。希望問題儘速解決，以利辦好奧運及帕運。」为此，日本网民甚至在社群網路服務上用“佐野”一词替换“模仿”，以讽刺佐野研二郎的抄袭行为。
在會徽遭停用隔日，佐野在事務所網站發表聲明，「對於設計標誌以外、個人工作的不謹慎，表示歉意。一切責任在我，再次向被害的藝術家與大家深深致歉。」指的是他在情境示意圖中盜用、合成其他人拍攝的機場大廳及街頭影像。並發誓自己絕對沒有摸仿或抄襲，為把關不佳道歉，表示此事已經讓他身心俱疲，「到了一個作為人類無法撐下去的極限」。也感嘆，這此事不但引發對他的各種中傷，更波及到完全無關的親友也都被侵害隱私，他為了要保護家人和員工，所以自己提出撤銷這次奧運標誌設計的申請，更感嘆「覺得自己身心俱疲」表示自己以後會專心在工作裡，透過作品來挽回大家對他的信任。
2016年4月，組委會以「組市松紋」作為奧運及帕運的新正式會徽，使抄襲疑雲得以平息。

### 主場館相关问题
2012年2月，發表重建國立競技場的基本構想，計畫興建可容納8萬人、設置開閉式巨蛋屋頂的新國立競技場。日本體育振興中心（簡稱：JSC）理事河野一郎並說：「興建以世界最頂尖為目標的場地」。同年，舉辦「新國立競技場基本構想國際設計比賽」，因為在明治神宮外苑區域林立的周邊設施還包括明治神宮棒球場、東京體育館和秩父宮橄欖球場，要於此區興建容納8萬人的場地必須是適當的立體建築，還需考量避難時的緊急廣域避難所，再加上關於環境保護的相關設計，以及在2019年於此處舉辦2019年世界盃橄欖球賽，因此改建時程表無法過長等因素。此次競賽由安藤忠雄擔任審查員長，自世界各地的優秀建築師募集作品。共計有46件作品投稿，首先選出11件，直到該年11月進行最終審查，最後伊拉克裔英國籍的建築師得到評審青睞，獲頒最優秀大獎並採用其方案。但依哈蒂當初以「唯有現代日本建築技術能挑戰」的拱梁設計概念，總工程費高達日幣三千億元。日本建築界要求變更為「更實際」的設計，甚至希望不拆舊體育場，增建即可。根據《朝日新聞》報導，原先在奧運申辦階段時所提出的興建計劃中，東京都須負擔日幣1,538億元，不過後來發現，材料價格等費用已經上漲3倍，所以東京都知事舛添要一上任後，就開始著手修正計劃。
高額的施工費用，讓日本中央、地方政府、東京奧運籌委會三方陷入口水戰。日本文部科學大臣下村博文要求東京都政府出資580億日圓，引發知事舛添要一強力反擊。東京奧運籌委會會長，向來以直言不諱著称的日本前總理大臣的森喜朗，也私下抱怨哈蒂的設計像「生牡蠣」。「國家連區區2520億都拿不出來嗎？」森喜朗的一句怨言，也徹底掀開新國立競技館背後的金錢戰爭。日本放送協會民調結果發現，超過8成受訪者反對日本政府砸錢蓋場館。據《產經新聞》報導，新國立競技場問題，讓日本內閣總理大臣安倍晉三傷透腦筋。最後，次世代黨幹事長松澤成文對安倍坦言，「不改的話，會喪失民意」。
由於日本內閣總理大臣安倍晉三主張不能失信於國際社會，因此JSC只要求縮小基地規模、降低高度，盼費用降到1,625億日圓；不過日圓貶值、建材不足、人事費上漲等影響，試算結果還是三千億日圓。最後定案的場館預算為2,520億日圓，仍是奧運史上最貴。主場館工程計畫將於2015年9月份交由JSC和文部科學省定奪。
2015年7月17日，在受到民眾和政界的巨大壓力之下，總理大臣安倍晉三表示將建設計畫重新來過，原先計劃形同廢止。並且日本政府已決定8月底將新國立競技場總工程經費上限定為1550億日圓，常設座席6萬8千席，與先前預定的8萬席縮水1萬2千席。新計畫的設計和施工從9月1日起至11月招標，12月底選定業者，預定2020年4月底完工。評選重點是削減成本和縮短工時，國際奧委會要求提前在2020年1月完工。然而新方案中，由于木材打造的屋顶覆盖了观众席，因此若在场内设置圣火台，则有可能存在违反《消防法》方面的问题，而在场内其它位置安放圣火台也面临一系列问题。换言之，新国立竞技场没有可供安置圣火台的位置。而曾經获得普利兹克奖的日本建筑师伊东丰雄也表示，新的设想都化成了“麻烦的伏笔”。最終在2018年12月，東京奧組委宣佈本屆奧運會主聖火台不得不移至東京灣區域，而體育場內僅在開閉幕式時設臨時聖火台。

### 开幕式导演解雇事件
东京奥组委22日宣布解聘开幕式导演小林贤太郎，这已经是自去年12月以来，第三位被解雇的开闭幕式导演。近日，有日本媒体曝光小林贤太郎在20世纪90年代的一档喜剧节目中调侃犹太人大屠杀，使得这位开幕式导演陷入争议，并最终被东京奥组委解聘。

### 作曲家霸凌丑闻
音乐人小山田圭吾在1990年代中期受访的片段谈到，自己过去就读的学校霸凌问题严重，他自己就曾經身为加害者。他说，他曾經逼迫同学脱光光，绑上绳子当众手淫、吃大便，他还模仿摔角招式抱住对方往后摔，小山田圭吾笑称，“现在想想真的很过分，想借机向对方道歉”。
2021年7月（時年52歲），該受访片段被挖出后，此事立刻在日本社群媒体“炎上”，网友挞伐之余，也发起在线联署，要求东京奥运暨帕运委员会将他开除。发现事态严重后，小山田圭吾透过个人网页及社群网站致歉，“对造成多方人士非常不快的心情，我要诚心道歉，由衷表达歉意”。
小山田圭吾道歉文章中表示，未在当年专访中对学生时代行为表达反省是事实，会诚挚接受外界批评；他也说明，学生时代及接受专访时，自己无法想象被害者的心情，是非常不成熟的人。他说，尽管自己对过去的言行长期抱有罪恶感，但至今从未向外界说明事件经过并道歉，是非常愚蠢的自我保护。他还说，考虑到许多人因为他参与东奥开幕式作曲感到不快，或许本来应该婉拒邀约，但在存在许多课题的困难状况下，听取了为开幕式奋斗的创作者等人的觉悟与不安并深思熟虑的结果，认为自己的音乐多少能帮上忙，最后决定接受邀约。
不过，小山田圭吾考虑东奥在即，各方因素综合下，暂时不会离开作曲团队，东京奥运委员会也说，虽然没有掌握到小山田圭吾过去言行，也认为他的做法的确不能被接受，但小山田对开幕式贡献巨大，希望他能持续到最后，尽力做好准备。
东奥暨帕运组织委员会表示，虽然组织委员会并没有掌握小山田过去的发言，但发言确实不适当。
不过，组织委员会表示，小山田本人对当年的发言已表达后悔与反省，现在是抱持高度道德观念献身创作活动的创作者之一。
组织委员会表示，小山田对开幕式准备贡献巨大，希望他能为一周后开幕式持续到最后，尽力做好准备。然而小山田還是在7月19日離開團隊。

### 赞助商谈合事件
2014年6月，广告公司电通前专务董事高桥治之就任东京奥组委理事。在西装巨头AOKI控股的前董事长青木扩宪提议下，2017年9月，AOKI与高桥担任代表的公司“COMMONS”(东京)签订咨询合同。高桥方面收取了总计约4500万日元。2018年10月AOKI被选为东京奥运会赞助商，获得了奥运会会徽的使用权，2019年夏季开始销售带有会徽的西装等官方特许商品。
2022年7月26日，東京地方檢察廳特別搜查部开始对高桥治之住处以及电通等进行搜查。而高桥则称收取的资金是高尔夫和婚礼等咨询业务相关的正当报酬，理事的工作与咨询业务无关，否认受贿。8月17日，高桥治之因涉嫌接受青木等人在赞助商合同等方面作出有利安排的请求，收受总计5100万日元贿赂被逮捕。青木扩宪亦被逮捕。
另外，高桥治之的老熟人深见和政担任代表的咨询公司“COMMONS2”，从2019年4月起，从出版商角川集團分10次接受了合计7000万日元，此人可能为促成角川成为奥运会赞助商而拜托了高桥。2022年9月5日，角川集团的董事长角川歷彥在采访中对行贿一事予以强烈否定，然而9月14日其被东京检察厅特搜部逮捕。
9月，特别调查小组怀疑另一家日本广告巨头企业ADK（旭通DK）也涉嫌在高桥治之的私下运作下，成为东京奥组委的外包企业并非法获利。高桥治之的公司早在2013年夏天就与ADK签订了一份为期八年半的合同，并收取了ADK公司5000万日元的咨询费。2018年，ADK曾在日本最大的停车业运营公司Park24谈判成为东京奥运会赞助商时从电通公司拿到了一笔外包费用，但其实ADK在谈判中根本没做任何事情。ADK还从东京奥组委获得了很多合同，包括一座比赛场馆的运营合同。此外东京检方还传讯了与高桥治之和Park24都有密切联系的前日本奥委会主席竹田恒和、前东京奥组委主席森喜朗。
2023年4月21日，东京地方裁判所以贿赂的罪行判处AOKI原会长青木扩宪有期徒刑2年6个月缓刑4年，原副会长青木宝久有期徒刑1年6个月缓刑3年，原专务执行役员上田雄久有期徒刑一年，缓刑3年。

## 用地争议
已经有迹象表明，在东京，地权人有意借奥运会相关的建设来推进士绅化。

### 选手村用地
预定建设选手村的中央区晴海原本有中央区的公有棒球场——晴海运动场，在运动场土地被转为给选手村使用后，此处的棒球场被搬迁到了埼玉县三乡市的江户川沿岸。
2016年7月28日东京都知事选举进入关键阶段时，东京都市整备局在都知事不在位的情况下，确定了选手村的建设工程方。选中的是由大型开发商与房地产商等11家公司组成的企业集团，10月以129.6亿日元的价格将土地转让。每平方米96784日元的价格，甚至低于东京远郊多摩地域和地理上远离大陆的都辖区伊豆群岛的最低地价，只相当于同地段土地价格的十分之一。尔后于同年，负责该项目的东京都公务员被发现走“政商旋转门”，有借选手村用地输送利益之嫌疑，截至2020年3月，已经有22名东京都引退高层干部被选手村关联私企雇佣。在2017年8月17日以中野幸则为组织者的33人的原告团向東京地方裁判所起诉，要求东京都政府方面公开土地估价报告中大片被涂黑的部分。

### 都营霞之丘公寓拆迁
为了建设新国立竞技场，东京都政府于拆除了都营霞之丘公寓。这座公寓拆除的2015年时，居民大多是高龄人士，公寓建成于1960年，本来是安置新宿区霞之丘町因1964年东京奥运会相关建设而失去住所的居民，所以公寓的居民中甚至出现了连续两次奥运会都不得不搬家的经历。东京都政府给居民的搬迁费用仅17万日元。为了骚扰不搬迁的居民，东京都政府还切断了公寓的自来水供应。据一位在此公寓居住了五十多年的居民的说法，东京都政府的职员为了使他们搬走，向他们的亲属打威胁电话。

### “屋台”爭議
據雜誌《日刊SPA!》的報導，東京八重洲一帶還有少數小攤車聚集，這些小攤車在日文稱作「屋台（やたい）」，隨著東京奧運的來臨，警察希望讓這些非法營業的小攤車徹底消失在東京。有不少東京人感慨，東京似乎為了奧運，放棄了很多美好的事物。

## 比賽項目

### 自選項目
2013年5月，國際奧林匹克委員會（簡稱：IOC）在俄羅斯從8個運動項目中選出棒壘球、角力和壁球3個候選項目提交國際奧林匹克委員會在本次年會中投票表決，而2016年里約熱內盧奧運會列入的高爾夫球和七人制橄欖球本屆則繼續比賽。
由於角力為奧運創始項目，日本實力堅強。加上美國職棒大聯盟始終不願暫停球季賽讓球員參賽。國際奧林匹克委員會認為賽事水準不夠；角力在首輪投票就以49票勝出。
雖然棒壘球再度和正式項目絕緣，但在於東京拿下主辦權後，IOC主席巴赫表示不反對棒壘球返奧，此事出現轉折。隨即於2013年底擬訂奧運改革方案「2020計畫」草案。刪除原奧運大項28項上限；讓主辦城市自選項目並縮短比賽項目決定的期限。使棒壘出現在該屆奧運機會大增。該方案在2014年IOC第126屆年會中提出。並於12月8日在摩納哥召開的第127屆臨時年會以98票全數表決通過。
棒壘球項目是否返奧將於2015年7月在吉隆坡舉行的IOC第128屆年會中表決，但一般認為由於東京已選棒壘球為自辦項目；2020年重返奧運幾已確定。2016年8月3日確定以「棒壘球」與其他4個項目列入2020年奧運項目（2020年夏季奧林匹克運動會棒球比賽）。然而目前只取6隊，日本是2020東京奧運主辦國，日本保留資格，亞錦賽第1，即有資格打2020奧運，或2019年12強賽拿到前3名。，若日本在2018年拿到冠軍或2019年比賽名列三甲，那麼分別為亞軍及殿軍也可以獲得資格。

## 環境、健康和安全問題

### 2019冠状病毒病疫情和其他傳染風險
SARS-CoV-2病毒爆發本身就是定於7月底在東京舉行的2020年夏季奧運會的關注點，因它遠比上屆奧運的寨卡疫情還要棘手，日本政府一直在採取額外的預防措施，以最大程度地減少爆發的最嚴重影響。
奧運會之前，日本厚生勞動省已經開展了在過去的幾十年日本人口的大部分追趕疫苗接種從留下未受保護的常見傳染病的接種。例如，根據世界衛生組織（WHO）的數據，日本沒有強制性腮腺炎疫苗接種，在腮腺炎病例中，日本排在世界第四，僅次於中國、尼泊爾和布吉納法索。
自奥运会开幕以来，日本国内以东京都为首的2019冠状病毒感染呈现大幅增加的趋势。国际奥委会则声称，疫情与奥运会的属于“平行世界”，强调奥运会与疫情没有关联。
2021年7月26日举行的乒乓混双决赛中，在没有观众的情况下，会场上出现大约数十名中国团队为队友应援的现像，引起争议。因根据东京奥运会运动员和团队成员应对2019冠状病毒病感染的措施手册，会上规定「避免大喊大叫、欢呼或唱歌、防止出现掌声」等。但奥运管理层解释，出现的中国成员是相关队员与教练等成员，称此举是获得中方的大力支持。但体育评论员小林伸弥认为，应禁止「有组织性的支持等行为」，而除了裁判之外，赛事的新冠病毒对策官（CLO）将扮演关注防疫措施的角色，呼吁奥委会确保CLO在未来赛事的正常运作。日本观众则批评奥运管理层在比赛中无视防疫措施。此外該場比賽最終中国队的许昕及刘诗雯不敌日本的水谷隼及伊藤美诚，获得银牌。之后，引起了中日两国网友的热烈讨论。日本网友们认为中国队伍在比赛期间助威呐喊的行为已经违反了先前规定的防疫规则，同时也影响了日本选手的表现。而中国网友们则表示“水谷隼吹球”及“伊藤美诚摸球桌”这两项举动明显已触犯防疫规定时，裁判却选择视而不见，没有给予任何警告。有日媒报道声称水谷隼只是在发球前“喘了口气”，批评中国网友输不起，缺乏体育竞赛的精神。
截至2021年7月31日，累计28人违反东京奥运防疫规范而被处分。包括2名运动员在内的6名奥运相关人士因违反防疫规定被注销奥运注册证件。
8月6日，澳大利亚曲棍球5名运动员违规离开奥运村买啤酒。而东京奥组委规定奥运村内人员禁止外出。

### 福島核輻射
福島第一核電廠發生核洩漏之後，造成一系列輻射影響，或影響人體健康。另外，奥运村提供的餐食也将包含福岛当地农产品，导致一些代表团（如韩国）选择自备餐食。

### 可能的高溫天氣
受近些年全球變暖加劇及熱島效應的影響，東京近幾年高溫將近甚至超過40度。2019年10月，國際奧林匹克委員會宣佈將指定氣溫低於東京的札幌舉辦2020年夏季奧運的馬拉松及競走賽事，以避開酷暑天氣及保障參賽選手的身體健康。國際奧委會的這一決定遭到了東京都政府的強烈反對，東京都政府建議將馬拉松比賽的開始時間提前至凌晨5時舉行，札幌市政府則對國際奧委會的決定表示歡迎。
然而在马拉松比赛当日，札幌仍然处于高温高湿的天气，8日早间起跑时的气温达26摄氏度，湿度80%，男子马拉松106名选手中有30人未完赛。
在男子和女子竞走项目上，炎热天气也导致了竞走强国中国的战术失败。根据赛前计划，本届奥运会的竞走项目定于札幌举行，此地在比赛日的天气应较为凉爽，中国队因此选择了与夏季札幌气候类似、夏季天气凉爽的黄山市作为备赛地点；但是在男子20公里、50公里和女子20公里比赛当日天气极为炎热，中国队不适应比赛环境，使得中国队在本届奥运会竞走比赛上仅获得了由大满贯得主刘虹取得的一枚铜牌。

### 奧運場館的石棉
由於健康危害問題，石棉在許多國家，包括日本是禁止作为建築材料使用的。但在奧運會水球比賽場東京辰巳國際游泳中心的建築材料中卻被發現了石棉成分。

### 疫苗爭議
2021年3月11日，国际奥委会主席托马斯·巴赫宣布中國願意向東京奧運會提供疫苗，而國際奧委會為此同意從中國購買疫苗，為參加奧運會和殘奧會的團隊提供免費注射，引爆舆论热议。主办国日本東京奧組委首席執行官武藤敏郎回答媒體時不予置評，因為日本沒有批準中國的疫苗。而當他被問及日本方面是否被事先告知時，他表示完全沒有通知，因此當国际奥委会在會議决定提供疫苗的時候，日本官員只是在听着。3月12日，日本奥运会和残奥会担当大臣丸川珠代對此回应中國生產的疫苗尚未获准在日本接种，因此日本运动员不会接种中国的疫苗，並強調奧運會現今將以不接种疫苗也能参加奥运会的原则不变。奥委会主席托马斯·巴赫也于同日在新闻发布会上回应日本方面的困惑和重申奥委会基本政策是遵守每个国家和地区的规定，关于中国提供的疫苗计划，他强调当局批准疫苗是进行疫苗接种的先决条件，並尊重日方关于是否接受海外观众的政策，並补充说世界任何地方生产的疫苗都可以使用，因此团结至关重要。而在一些國家沒有獲得疫苗的情況下，世卫组织正迫切地在世界各地公平分配疫苗，希望所有運動員可以牢记一些难以获得疫苗的国家和地区，以消除對疫苗的偏见。
2021年5月6日，輝瑞与国际奥委会签署协议，同意免费捐赠辉瑞疫苗，为前往日本的相关人员都能施打到疫苗。

### 东京湾水质
本届奥运会铁人三项的游泳项目在御台场海滨公园附近的东京湾举行。然而早在奥运会开赛之前，东京湾的水质就被传出臭味，引起2016年奥运会瓜纳巴拉湾脏水的糟糕回忆。此前东京湾的奥运测试赛韩国国家电视台KBS和法新社等世界著名新闻社也曾报道东京湾的水明显有臭味和异味。按照一位专家的解释，东京城市的下水道直通东京湾，一般情况下都会经过处理后再排放，但如果是下雨天就会直接排放，这直接污染了附近海域的水质。
在2019年，在东京湾的一次水质检测中，大肠杆菌数量严重超出国际铁人三项联盟规定的标准。奥委会对此进行一系列改革和测试，包括在东京湾倒入22,200平方米的沙子入海湾，以助清洁水质并为水中生物创造环境，铺垫三层的聚酯纤维屏幕和滤网，以防止降雨后大肠杆菌等细菌的滋生，最终奥运联合会一致认为测试结果是可以接受的。奥委会也引入了流水声发生器，以应对水下屏幕关闭时水温上升等问题。
2021年7月26日，男子铁人三项决赛结束后，多位参赛运动员出现身体不适，包括挪威选手冠军克里斯蒂安·布卢门菲尔特在内的部分选手甚至当场呕吐，中国媒体报导猜测与水质有关。然而赛后布鲁蒙菲尔特接受英媒采访时没有回应水质问题，但表示天候问题「对于在挪威卑尔根寒冷气候长大的我来说，那里一年中有三分之二的时间都在刮风、下雨和气温只有10度。我对温度没有高一点感到有些失望」。获得第二名银牌的英国选手余力生在总结原因时也归咎于气候条件：「我知道高温是我的弱点之一。我付出了很多努力来做好准备，我认为我能很好地应对高温，但我还不够」。也有网民讨论认为，呕吐只是剧烈运动后的不适，不一定与水质有关。中国运动员仲梦颖回应称个人感觉并没有异味，应该是天气炎热，湿度太大，再加上比赛太过激烈，才造成此类现象的发生。7月29日，铁人三项的技术代表公布了26日、27日的水质样本结果“铁人三项赛场的三处水质污染状况均达第一标准。”
东京湾同样承办本届的马拉松游泳赛事。根据2019年世界游泳锦标赛公开水域10公里冠军、本届奥运会女子10公里马拉松夺冠热门辛鑫披露的一段赛前训练视频，辛鑫在东京湾的水中训练结束后上岸，身上吸附着许多黑色的小虫子；辛鑫上岸后立马请求身边的人帮她把虫子弄下来。这些虫子吸附在辛鑫的肩背和胳膊上，用手根本拍不掉，必须一只只抠下来才行。这更加深了人们对东京湾比赛水质的担心。

### 颱風的影响
熱帶風暴尼伯特吹襲日本，導致部分奧運項目需提早或延遲舉行。

### 运动员出逃
2021年6月19日，乌干达代表运动员尤利乌斯·塞奇托雷科随团到達日本，由于排名变动，失去了参加赛事的资格，原计划要跟随教练回国。在没有通过2019冠状病毒病检测后，于2021年7月16日被发现失踪，警方找到其留下的纸条，表示自己的国家过于贫穷而要留在日本打工生活。根据监控录像信息确认其购买了前往名古屋的新干线火车票。7月20日当地警方在三重县四日市发现塞奇托雷科，经过核实身份，交由当地大使馆劝导后，确认安排21日当天回国。
白俄罗斯代表运动员克里斯季娜·季馬諾夫斯卡婭僅有资格参加2020年東京奥运会的100米和200米项目。奥运会开始后，白俄羅斯的国家体育主管部门在未经她同意的情况下强迫她参加並不在原本參賽計畫之內的4×400米接力项目，齐马努斯卡娅不滿，表示她从未跑过400米項目，在Instagram上批评了白俄羅斯国家体育主管部门。2021年8月1日，她被通知退出200米比賽並被白俄羅斯奧林匹克委員會相關人員强行带到東京國際機場，企圖讓她登機回到白俄羅斯，不過她拒绝登上航班并向日本警方報警，日本警方得知後出面保護，日本外務省官員也將會見齐马努斯卡娅；齊馬努斯卡婭決定流亡波蘭並前往波蘭駐日本大使館尋求庇護。8月2日，她獲得波兰給予的人道簽證。8月4日，齊馬努斯卡婭乘搭飛往奧地利維也納的航班離開日本，与丈夫团聚。8月6日，国际奥组委宣布，白俄羅斯田徑隊總教練莫塞維奇（Yuri Moisevich）和官員舒馬克（Artur Shumak），已經被取消奧運資格，並被帶離選手村。

### 马术比赛场地雕像吓坏马匹
不少馬術選手在賽後抱怨，稱障礙賽道中的佈置讓他們的馬受到驚嚇，尤其其中一個障礙左側的「相撲力士」雕像；數隻賽馬看到雕像後不敢跨越障礙，致使數名選手失格。个人项目结束后，组委会临时将相扑雕像移除，以免相扑雕像影响团体赛选手及马匹的表现。

## 政治爭議

### 爭議領土
由於東京奧運會官網上的火炬傳遞線路地圖中把日俄爭議島嶼南千島群島（日本稱北方領土）與日韓爭議島嶼獨島（日本稱竹島）划入了日本，導致俄羅斯和韓國官員對奧運會官方網站上的火炬傳遞地圖持懷疑態度。

#### 日俄争议领土
俄羅斯外交部發言人瑪麗亞·扎哈羅娃則表示東京奧委會的行為是「非法」的，並指責了東京奧組委將奧運會「政治化」。

#### 日韩朝争议岛屿
韩国教授徐坰德于2021年5月21日表示已向国际奥委会发送邮件表达不满。韩国前总理丁世均于2021年5月26日表态要求删除地图上的争议领土，否则“必须采取包括不参加奥运会等手段”。韩国外交部新闻发言人于2021年5月27日表示：“这是绝对无法接受的行为”。韩国外交部长官郑义溶于2021年5月28日在韩国国会表示：“已经向日方提出强烈抗议”。
朝鲜民主主义人民共和国官方通讯社朝中社于2021年6月4日发表评论，称日本此举“是对人类的和平愿望的愚弄”和“践踏我国民族主权的忍无可忍的挑衅”。
日本内阁官房长官加藤勝信在2021年5月28日举行的记者会上表示：“竹岛是我国的固有领土，完全无法接受韩方的主张”。
2021年6月11日，国际奥委会奥林匹克团结关系部主任詹姆斯·麦克劳德在给大韩体育会会长李起兴的答复中称：“东京奥委会表示此并非政治宣传”。

### 旭日旗
日本政府拒絕了在奧林匹克場所對旭日旗做出禁止措施的此一行為，被指控違反奧林匹克精神，因為該旗在第二次世界大戰中被日本帝國軍隊使用，且目前日本部份種族仇恨組織（例如在特會）和日本海上自卫队依旧在使用该旗帜，這都傷害了東亞和東南亞人民的感情。
旭日旗經常和納粹十字記號與美國同盟旗幟相提並論，這與日本帝國軍隊在第二次世界大战中犯下的戰爭罪行，以及當代日本極右翼民族主義者對帝國主義過去的修改、否認和浪漫化的嘗試有關。
目前，國際足聯已明令禁止在旗下任何赛事悬挂旭日旗。而在2017年亞足聯冠軍聯賽中，当有日本球迷將旭日旗懸掛在比赛场地後，受到了亞洲足球聯合會的制裁。
2019年9月，韓國體育議會委員會要求2020年東京夏季奧運會的組織者禁止升起旭日旗，而中國要求日本賠償的民間協會也致函要求國際奧林匹克委員會禁止日本升起旭日旗。

### 運動員的政治見解
在國際奧林匹克委員會（IOC）公佈的三頁的過程中，從頒獎典禮的使用政治姿態，如跪，手勢，和不尊重禁止運動員的指導方針。他們將被允許在傳統媒體和社交媒體上以及在奧運村外的採訪中表達政治觀點。

### 動員學生參加奧運會
由於日本部分學校校長決定為學生分配本屆奧運會以及殘奧會的門票，並迫脅學生如果不參加奧運會就被以曠課處理而遭到日本學生的批評。

### 網路監控
2020年10月，英國官員聲稱，俄羅斯格鲁烏軍事情報局對本屆奧運會的組織者，後勤供應商和贊助商進行了「網路偵察」行動。儘管東京奧組委在之後聲明俄羅斯的網絡監控「沒有發現重大影響」，但格鲁乌的行動依然遭到英國和美國方面的譴責。

### 韩国代表队横幅
韩国代表团入驻奥运村后，在阳台上挂出了国旗、横幅等等为自己加油。其中一条横幅上书“臣还有5千万国民声援和支持”，化用了万历朝鲜之役期间朝鲜抗日名将李舜臣的名言“臣还有十二艘战船”，被部分日本人质疑是“反日”，甚至有日本右翼团体举着“旭日旗”在韩国代表团住宿区前示威。事后国际奥委会认定该横幅违规，韩方也撤除了横幅。

## 其他爭議

### 抗议事件
东京奥运会开幕式期间，有部分日本民众在国立竞技场抗议游行并大喊口号“比奥运更在乎生命”，亦引起骚动，以表达对奥运会的不满。

### 网络暴力问题
在奥运会上，对于各国运动员能否将金牌带回国的表现成为大会的焦点之一，隨著網路技術的發展以及國際關係趨於緊張，一些不理性的行為逐漸頻繁。在一些比赛中即使成績不錯，亦在比赛结束后惨遭网络霸凌，有些涉及种族歧视与仇恨言论，以及境內歧視，此外由于涉及地区政治争议，以及比赛对手运动员因评分明显不公也成为霸凌目标，包含贊助商也被不理性網民指控，因部分自家运动员未能发挥本国网民心目中期待的实力，甚至連出賽的動物都成了媒體批判的對象，許多運動員和支持者除了發聲反擊，也表示不排除法律行動，連身心出現症狀也被批評。甚至連比賽講解也因言论遭到网暴，而金牌總數也成為網路對罵的衝突點，紐西蘭奧林匹克委員會（NZOC）发言人阿什利·阿博特（Ashley Abbott）称，哈伯德（代表新西兰参加举重项目的变性运动员）受到了“特别大的关注”，并非所有社交媒体上的关注都是正面的；看到了很多不恰当的评论，作为一个组织将保护我们的运动员或所有运动员免受社交媒体的攻击。8月1日，日本奥委会（JOC）在东京新闻中心召开会议中，宣布对东京奥运会期间的运动员在社交网络上霸凌问题采取法律措施，以打击恶意诽谤问题。日本代表团团长福井烈对水谷隼、橋本大輝等选手在赛事中途遭到网络中伤提出强烈抗议，表示这是「侮辱运动员多年努力和积累时间的行为，绝对不能接受」。国际击剑联合会副主席太田雄贵同日在推特上呼吁停止对运动员的网络诽谤。日本游泳队代表教练平井伯昌于2日也提及了互联网上困扰着本届赛事运动员的诽谤问题。

### 跨性别运动员
该届奥运迎来奥运史上首位公开跨性别身份的运动员参赛亦引发争议。新西兰奥委会宣布通过变性手术从男性变为女性的87公斤以上级举重选手劳瑞尔·哈伯德入选该国奥运阵容。哈伯德于2013年决定改变自己的性别。2015年达到了国际奥委会有关跨性别运动员和公平竞争的所有要求。儘管哈伯德符合參賽資格的要求，但尤尼亞拉·西帕亞、托阿非圖·佩利佛、黛博拉·阿卡森、特蕾西·蘭布雷克斯等與之同台競技的運動員仍對她的參賽提出了質疑，認為她參賽对其他運動員不公平。

### 女运动员服装
在7月25日的东京奥运资格赛上，德国国家女子体操队穿着覆盖腿部的全身式体操服上阵，在一众穿着露腿体操服的女运动员当中显得格外瞩目。“我们想表明，每个女性、每个人，都应该决定自己穿什么。”德国队员伊丽莎白·塞茨对媒体说道。根据国际体操联合会的规定，选手可以在比赛中穿着长袖、半袖或使用腿部遮盖物，只要颜色与紧身衣相匹配即可。但迄今为止，几乎只有运动员出于宗教原因穿着遮盖腿部的体操服。德国是首个打破女性体操着装惯例的国家。德国女子体操选手的“一小步”试图为女运动员创设一个更加包容的空间，但这并不容易。就在奥运会开幕前的几天，沙滩手球欧洲锦标赛铜牌争夺战中，挪威女队身穿短裤而非规定的比基尼出赛，被罚款1,500欧元（约合人民币11,459元）。欧洲手球协会纪律委员会给出的处罚原因是“着装不当”。据美国全国广播公司（NBC）报道，挪威国家女子沙滩手球队的队员们抱怨说，比基尼泳裤“过度性感且不舒服”。不少人喊话支持女运动员们：“如果男性沙滩手球运动员可以穿宽松的背心和长到膝盖的短裤，为什么女性不能穿类似的衣服呢？”相对的，在七月的英国田径锦标赛上，两届残奥会世界冠军奥利维亚·布林（Olivia Breen）被赛会官员告知她的运动短裤“太短且不当”。随后布林向英国田径协会提出正式投诉，并表示将以同样的装束参加东京残奥会。以色列人气妈妈博主托瓦·利（Tova Leigh）对BBC表示，问题关键在于“女性的身体仍然被物化为男性服务，所以每个人都有权利对她们指手画脚和提出要求”。

### 部分裁判判罚争议
在2021年7月28日举行的体操男子个人全能比赛决赛中，日本选手桥本大辉在跳马环节落地时出现出界失误，但该项目仍获得14.7分，最终总分击败中国选手肖若腾拿下金牌。比赛结束后，该结果随即在中国大陆引发巨大争议。7月29日，国际体操总会发表声明，表明桥本大辉于跳马项目中评分无误，结果不影响比赛总成绩排名。
在2021年7月28日的女子水球小组赛中，中国女子水球队迎战日本国家女子水球队，最终中国队以16-11战胜对手。比赛过程中，其中一位日本球员直接把中国队员陈笑强压在水下继续往前游，尽管陈笑举手示意，但裁判未对日本选手进行处罚。赛后，陈笑于个人微博发文，以“在我身上游得开心吗？”回应故意将自己强行压在水中的日本选手。
日本拳击选手田中亮明在男子蝇量级八分之一决赛对阵中国选手胡建关的比赛中有大量犯规动作但裁判无表示，最终裁判判田中获胜；在四分之一决赛中，他在中途被推去吸氧的情况下仍被判战胜哥伦比亚拳手尤韦连·马丁内斯。
2021年8月7日进行的艺术体操个人全能决赛中，以色列选手利诺伊·阿什拉姆尽管途中出现掉带失误，但最终仍力压俄罗斯奥林匹克委员会选手迪娜·阿維林娜夺得冠军。比赛期间，裁判驳回了三项针对俄罗斯运动员表现的抗议。迪娜·阿維林娜称，她在裁判给出最后一项分数时用了很长时间的时候，便意识到裁判在“密谋”。赛后全俄艺术体操联合会主席伊琳娜·维涅尔-乌斯马诺娃称，迪娜没有输，但裁判公然的不公正，会像2004年雅典奥运的涅莫夫事件一样被载入史册，迪娜·阿維林娜的动作干净利落，利诺伊·阿什拉姆有明显的失误却得分最高。乌斯马诺娃在赛后也辞去自己的职务以表达不满，称艺术体操已死，工作没有意义。

### 运动员不文明行为
8月2日，澳大利亚奥组委表示，澳大利亚赛艇和橄榄球队伍成员在完成比赛后回国前损坏了东京奥运村的房间，包括有运动员在房间的墙上开洞、纸板床塌陷、房内地板留有呕吐物等等。路透社报道还称，澳大利亚队的鸸鹋和袋鼠玩偶吉祥物一度丢失，后来在德国队的房间里被发现。8月3日，澳大利亚东京代表队团长切斯特曼在记者会上表示一些年轻人犯了错，把自己的奥运村房间弄得“令人无法接受”，但两支球队已经道歉，不会采取进一步的纪律处分。切斯特曼还称虽然两支队伍的运动员在房间的墙上开了个洞，但他认为“破坏房间并不难，因为房间本身就“非常脆弱”，不用费很大力气就能在墙上打个洞。”另据共同社和路透社报道，在东京飞往悉尼的航班上，澳大利亚足球队和7人制橄榄球队的球员基本都喝得酩酊大醉，严重干扰了飞机上的正常秩序。据悉，这些澳大利亚球员在日本航空的飞机上大声唱歌，当被要求坐下和戴好口罩时，没人理会并且还做出了一些醉酒之后的滑稽动作。有同班机的乘客在接受采访时表示：“他们显然都没有戴口罩，因为他们一直在喝酒。有些喝醉的人还在呕吐。”

### 桑德斯手势争议
8月1日，摘得银牌的美国铅球运动员瑞雯·桑德斯在颁奖仪式上把双手交叉置于头顶，做出 “X”手势，并明确称“这是所有受压迫者的交汇点”。随后，国际奥委会表示已着手调查此事。在桑德斯的母亲2日猝逝后，国际奥委会表示已中止对其手势事件的调查。

### 中国选手佩戴毛泽东像章争议
8月2日，在场地自行车女子团体竞速赛上，中国选手钟天使、鲍珊菊夺得金牌，但两人穿着中国队外套上台领奖时，胸前各别了一枚前中國最高領導人毛泽东的像章，有异议人士认为像章是「文化大革命象征」，但众多中国网民则高度赞扬。国际奥林匹克委员会表示正在对可能违反《奥林匹克宪章》第50条的行为展开调查。国际奥委会发言人马克·亚当斯表示，国际奥委会已经要求中国奥委会提交一份报告，对该事件作出解释。中国奥委会已向国际奥委会保证同样事件不会再发生，并表示将「很快」提交报告。8月7日，国际奥委会官员表示，已向钟天使、鲍珊菊发出警告，称她们违反了政治姿态规则，并宣布此案已结案。

### 奖牌“掉皮”
2021年8月23日晚，中国大陆运动员、东京奥运会女子蹦床冠军朱雪莹发布微博反映自己的金牌出现“掉皮”情况，引起广泛关注。24日，《环球时报》记者联系采访负责铸造东京奥运会奖牌的日本造币局，对方表示尚未关注到此事，东京奥组委可能对此进行调查。25日，东京奥组委回复《环球时报》记者，表示掉落的“皮”为涂在奖牌表面的一层保护涂膜，不会影响金牌质量。此后在28日，朱雪莹将这块金牌与自己的领奖服捐赠予天津市体育博物馆，成为首位捐赠东京奥运会金牌的运动员。后来，泰国跆拳道选手帕妮帕·翁帕他那吉亦反映其金牌掉皮的问题，她称自己非常难过，希望能够更换一块，她还透露泰国拳击铜牌得主素达蓬·西颂迪的奖牌亦出现和她一样的问题。而在比赛已经结束的两年后，即2023年7月，中国大陆运动员、东京奥运会男子皮划艇双人划艇1000米亚军郑鹏飞在微博发文，表示自己所得的银牌出现严重氧化现象，指奥运奖牌「是废品做的」。

## 註解
1. ↑  原文如此

## 外部連結
- 2020年東京奧運官方網站（页面存档备份，存于）（日語）（英文）
- GamesBids.com（页面存档备份，存于）